# Тепп, Нильс
Нильс Тепп (швед. Nils Täpp; 27 октября 1917 года, Малунг — 23 октября 2000 года, Малунг) — шведский лыжник, олимпийский чемпион, чемпион мира.

## Карьера
На Олимпийских играх 1948 года в Санкт-Морице, стал олимпийским чемпионом в эстафетной гонке, в которой он бежал второй этап, уйдя на свой этап на первом месте, он сумел сохранить лидерство до конца этапа. В индивидуальных гонках олимпийского турнира участия не принимал.
На Олимпийских играх 1952 года в Осло завоевал бронзу в эстафетной гонке, в которой бежал первый этап, и закончил его на втором месте, но на последующих этапах партнёры Теппа упустили второе место, пропустив вперёд сборную Норвегии. Так же был 7-м в гонке на 18 км, в гонке на 50 км участия не принимал.
На чемпионат мира-1950 в Лейк-Плэсиде стал чемпионом в эстафете.